# مايكل ماثيوز (دراج)
مايكل ماثيوز (بالإنجليزية: Michael Matthews)‏ مواليد 26 سبتمبر 1990 في كانبرا، هو دراج أسترالي في صنف سباق الدراجات على الطريق وعلى المضمار.

## سباقات أو مراحل فاز بها
| التاريخ        | السباق                                                     | المركز                                          |
| -------------- | ---------------------------------------------------------- | ----------------------------------------------- |
| 12 فبراير 2009 | 2009 Oceania Road Cycling Championships Men U23 ITT        |                                                 |
| 15 فبراير 2009 | 2009 Oceania Road Cycling Championships Men U23 RR         |                                                 |
| 13 مارس 2009   | 2009 Oceania Road Cycling Championships Men U23 ITT        |                                                 |
| 15 نوفمبر 2009 | 2009 Oceania Road Cycling Championships Men RR             |                                                 |
| 01 يناير 2010  | سباق الطريق لأقل من 23 سنة في بطولة العالم 2010            |                                                 |
| 01 يناير 2010  | طواف أوقيانوسيا للدراجات 2009–10                           |                                                 |
| 12 سبتمبر 2010 | تور دي أفينير 2010                                         | الثاني في تصنيف النقاط، الثامن في التصنيف العام |
| 05 يناير 2011  | Bay Cycling Classic 2011                                   |                                                 |
| 11 يناير 2011  | 2011 Australia National Road Cycling Championships Men ITT |                                                 |
| 23 يناير 2011  | داون أندر 2011                                             | الثاني في تصنيف النقاط، الرابع في التصنيف العام |
| 20 فبراير 2011 | طواف الغارف 2011                                           | الثاني في تصنيف النقاط                          |
| 25 أبريل 2011  | روند أم كولن 2011                                          |                                                 |
| 01 مايو 2011   | إشبورن-فرانكفورت 2011                                      |                                                 |
| 26 فبراير 2012 | طواف ألميريا 2012                                          | الأول في التصنيف العام                          |
| 09 يناير 2013  | سباق الزمن في بطولة أستراليا لركوب الدراجات 2013           |                                                 |
| 13 يناير 2013  | بطولة أستراليا لسباق الطريق 2013                           |                                                 |
| 06 أبريل 2014  | فولتا لا ريوخا 2014                                        |                                                 |
| 16 أبريل 2014  | برابانتس بييل 2014                                         |                                                 |
| 01 يناير 2015  | 2015 سباق الطريق في بطولة العالم لسباق الدراجات على الطريق |                                                 |
| 15 مارس 2015   | باريس-نيس 2015                                             | الأول في تصنيف النقاط                           |
| 15 أبريل 2015  | برابانتس بييل 2015                                         |                                                 |
| 07 سبتمبر 2015 | طواف ألبترا 2015                                           |                                                 |
| 13 مارس 2016   | باريس-نيس 2016                                             | الأول في تصنيف النقاط                           |
| 03 أبريل 2016  | فولتا لاريوخا 2016                                         |                                                 |
| 26 يوليو 2016  | 2016 Natourcriterium Roeselare                             |                                                 |
| 23 يوليو 2017  | سباق طواف فرنسا 2017                                       | الأول في تصنيف النقاط                           |
| 07 سبتمبر 2018 | جائزة كيبيك الكبرى للدراجات 2018                           | الأول في التصنيف العام                          |
| 09 سبتمبر 2018 | جائزة مونتريال الكبرى للدراجات 2018                        | الأول في التصنيف العام                          |
| 01 يناير 2019  | طواف أوقيانوسيا للدراجات 2019                              |                                                 |
| 31 مارس 2019   | فولتا كاتالونيا 2019                                       |                                                 |
| 13 سبتمبر 2019 | جائزة كيبيك الكبرى للدراجات 2019                           | الأول في التصنيف العام                          |
| 25 أغسطس 2020  | جي بي واست-فرنسا 2020                                      | الأول في التصنيف العام                          |
| 01 يناير 2022  | طواف أوقيانوسيا للدراجات 2022                              |                                                 |
| 19 يونيو 2022  | طواف سويسرا 2022                                           | الأول في تصنيف النقاط                           |
| 01 يناير 2023  | طواف أوقيانوسيا للدراجات 2023                              |                                                 |
| 08 يناير 2023  | سباق الطريق للرجال في بطولة أستراليا 2023                  |                                                 |
| 22 يناير 2023  | داون أندر 2023                                             | الأول في تصنيف النقاط                           |
| 01 يناير 2024  | طواف أوقيانوسيا للدراجات 2024                              |                                                 |
| 21 يناير 2024  | 2024 Ruta de la Cerámica - Gran Premio Castellón           | الأول في التصنيف العام                          |
| 13 سبتمبر 2024 | جائزة كيبيك الكبرى للدراجات 2024                           | الأول في التصنيف العام                          |
| 01 مايو 2025   | إشبورن-فرانكفورت 2025                                      | الأول في التصنيف العام                          |

## روابط خارجية
- مايكل ماثيوز على موقع الاتحاد الدولي للدراجات (الإنجليزية)
- مايكل ماثيوز على موقع أرشيف الدراجات (الإنجليزية)
- مايكل ماثيوز على موقع إحصائيات الدراجات الإحترافية (الإنجليزية)
- مايكل ماثيوز على موقع نسبة الدراجات (الإنجليزية)
- مايكل ماثيوز على موقع CycleBase (الإنجليزية)
- مايكل ماثيوز على موقع اتحاد ألعاب الكومنولث (مؤرشف) (الإنجليزية)